# Wolfgang Schett
Wolfgang Schett (* 1949 in Basel) ist ein Schweizer Architekt und emeritierter Universitätsprofessor.

## Werdegang
Wolfgang Schett studierte bis 1977 Architektur an der ETH Zürich und arbeitete nach seinem Diplom bei Dolf Schnebli bis 1987 mit Roger Diener zusammen. Seit 1987 führt er ein eigenes Architekturbüro in Basel. Schett lehrte bei Mario Campi an der ETH Zürich, als Gastdozent an der EAUG Genf (1987–89) und an der ETH Zürich (1989–91) und als Professor an der ETH Zürich (1993–2014). Er wurde 1986 in den BSA berufen. Wolfgang Schett ist Mitglied im SIA.

## Akademische Mitarbeiter
- 1990–91: Bruno Krucker
- 1998: Samuel Bünzli

## Schüler
- Marius Hug